# كاتي كين
كاتي كين (بالإنجليزية: Katy Keene)‏ هو مسلسل تلفزيوني أمريكي تم بثه على ذا سي دبليو منذ 6 فبراير 2020.

## روابط خارجية
- كاتي كين على موقع IMDb (الإنجليزية)
- كاتي كين على موقع ميتاكريتيك (الإنجليزية)
- كاتي كين على موقع روتن توميتوز (الإنجليزية)
- كاتي كين على موقع فيلمافينيتي (الإسبانية)
- كاتي كين على موقع كينوبويسك (الروسية)
- كاتي كين على موقع ألو سيني (الفرنسية)
- كاتي كين على موقع قاعدة بيانات الفيلم (الإنجليزية)